# Rose Lagercrantz

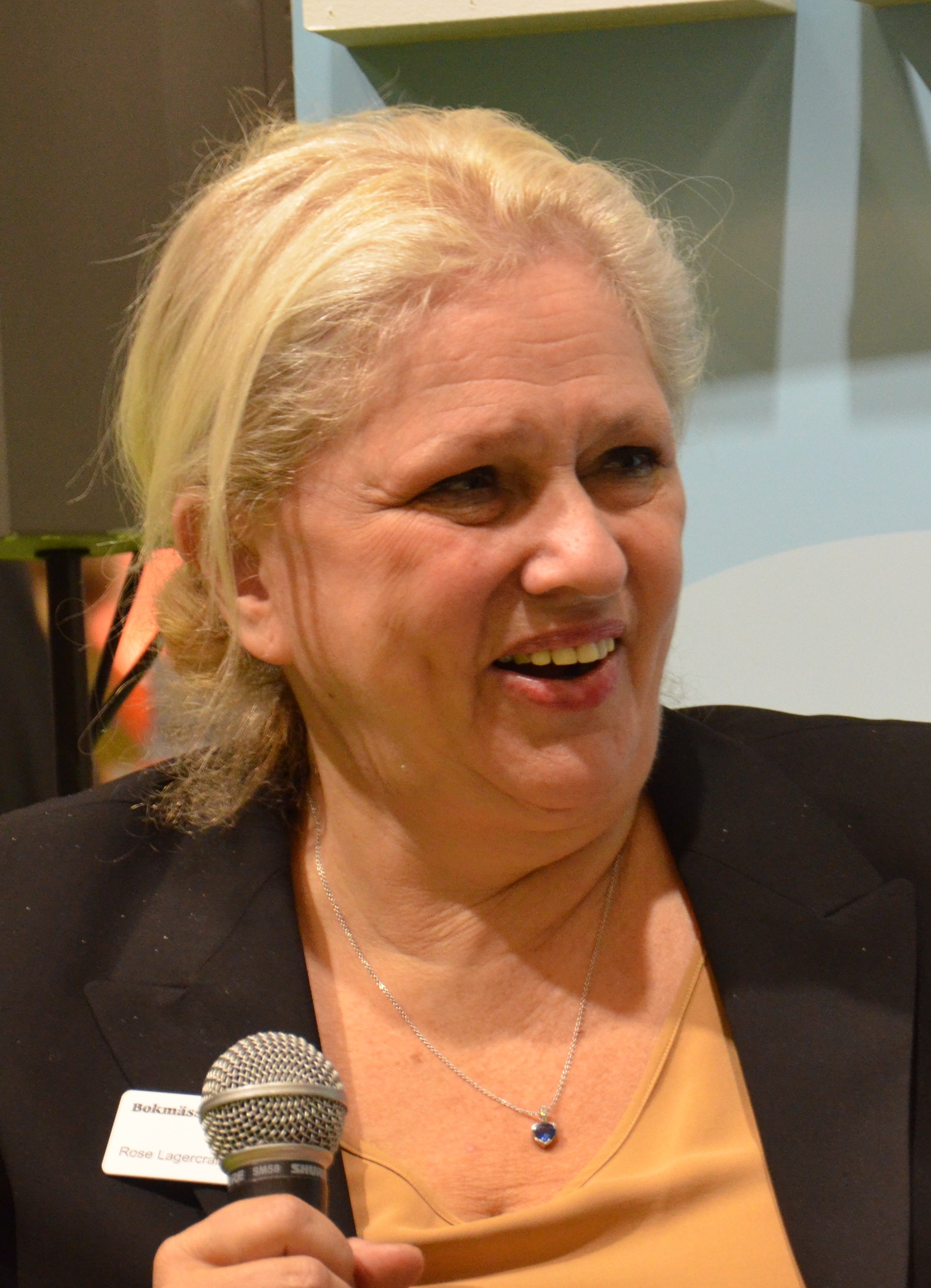
Rose Lagercrantz (2012)

Rose Elsa Lagercrantz, geborene Schmidt (geboren 12. Juni 1947 in Stockholm, Schweden), ist eine schwedische Schriftstellerin.

## Leben
Rose Schmidts Eltern überlebten den Holocaust, worüber in der Familie nicht gesprochen wurde. Sie heiratete 1966 den schwedischen Kinderarzt Hugo Lagercrantz. Seit 1973 hat sie mehrere Dutzend Bücher für Kinder, Jugendliche und Erwachsene geschrieben, die zum Teil preisgekrönt wurden. Einige ihrer Bücher wurden in verschiedene asiatische und europäische Sprachen übersetzt. Der deutsche Schriftsteller James Krüss fasste zwei ihrer Kinderbücher in deutsche Reime.

## Preise und Auszeichnungen
- 1979: Astrid-Lindgren-Preis
- 1980: Nils-Holgersson-Plakette
- 1988: Expressens Heffaklump
- 1992: Tidningen Vi:s litteraturpris
- 1995: August-Preis für: Flickan som inte ville kyssas; deutsch: Das Mädchen, das nicht küssen wollte
- 2012: Leipziger Lesekompass für: Mitt lyckliga liv; deutsch: Mein glückliches Leben
- 2012: Nominierung für Deutscher Jugendliteraturpreis für dasselbe Buch
- 2014: Kinderbuchpreis des Landes Nordrhein-Westfalen für: Mitt hjärta hoppar och skrattar; deutsch: Mein Herz hüpft und lacht
- 2022: Kinderbuchpreis des Landes Nordrhein-Westfalen, zusammen mit ihrer Tochter, der Illustratorin Rebecka Lagercrantz, für: Zwei von jedem[2]
- 2023: Preis der Schwedischen Akademie für herausragende Kinder- und Jugendbuchautoren

## Veröffentlichungen
- Tullesommar. 1973.
  - deutsch mit Samuel Lagerqvist: Karlchen wäre gern stark und groß. Illustrationen von Eva Eriksson; in Verse gesetzt von James Krüss. Verlag Oetinger, Hamburg 1985, ISBN 3-7891-6072-5.
- Jättevänner. 1981.
- mit Samuel Lagerqvist: Trolleri vafalls? Illustrationen von Eva Eriksson. 1986.
  - deutsch: Karlchen zaubert eins-zwei-drei. Illustrationen von Eva Eriksson, in Reimen erzählt von James Krüss. Verlag Oetinger, Hamburg 1987, ISBN 3-7891-6074-1.
- Sång for en svart fe. 1987.
- Hey då re mi, sa Frida. 1987.
- Självporträtt utan näsa. 1988.
- Breven från Taggen. 1990.
- mit Magda Eggens: Vad mina ögon har sett. 1992.
  - deutsch: Was meine Augen gesehen haben. Sauerländer, Aarau/Frankfurt am Main/Salzburg 1999, ISBN 3-7941-4488-0.
- Metteborgs loppis. Illustrationen von Eva Eriksson. 2000.
  - deutsch: Metteborgs Flohmarkt. Oetinger, Hamburg 2002, ISBN 3-7891-6833-5.
- Mitt lyckliga liv. Illustrationen von Eva Eriksson. 2010.
  - deutsch: Mein glückliches Leben. Moritz Verlag, Frankfurt am Main 2011.
- Om man ännu finns. 2012.
  - deutsch: Wenn es einen noch gibt. Ein Familienporträt. Persona-Verlag, Mannheim 2015, ISBN 978-3-924652-41-8.
- Mitt hjärta hoppar och skrattar. Illustrationen von Eva Eriksson. 2012.
  - deutsch: Mein Herz hüpft und lacht. Moritz Verlag. Frankfurt am Main 2013.
- Barnvakten, mit Illustrationen von Rebecka Lagercrantz.
  - deutsch von Angelika Kutsch: Wann ist endlich Donnerstag? Illustrationen von Susanne Gohlich. Moritz Verlag, Frankfurt am Main 2016, ISBN 978-3-89565-319-3.
- Julbarnet mit Illustrationen von Rebecka Lagercrantz. 2013.
  - Das Weihnachtskind, mit farbigen Illustrationen von Jutta Bauer. Moritz Verlag, Frankfurt am Main 2015, ISBN 978-3-89565-309-4.
- Sist jag var som lyckligast. Illustrationen von Eva Eriksson. 2014.
  - deutsch von Angelika Kutsch: Alles soll wie immer sein. Moritz Verlag, Frankfurt am Main 2015, ISBN 978-3-89565-299-8.[3]
- Livet enligt Dunne. 2015.
  - deutsch von Angelika Kutsch, Illustrationen von Eva Eriksson: Du, mein Ein und Alles. Moritz Verlag, Frankfurt am Main 2016, ISBN 978-3-89565-329-2.
- Lycklig den som Dunne får
  - deutsch von Angelika Kutsch, Illustrationen von Eva Eriksson: Glücklich ist, wer Dunne kriegt. Moritz Verlag, Frankfurt am Main 2018, ISBN 978-3-89565-369-8.
- Kärlek är bättre än ingen Kärlek
  - deutsch von Angelika Kutsch, Illustrationen von Eva Ericsson: So glücklich wie noch nie? Moritz Verlag, Frankfurt am Main 2020, ISBN 978-3-89565-390-2.